# مسعود بن زلماط
هو مسعود زلماطي بطل شعبي عاش في منطقة الأوراس كان راعي ماعز ثار ضد المستعمر الفرنسي وسجل إسمه بين الثورات المتتالية ضد فرنسا دامت ثورته من 1917 و انتهت 1921 تاريخ مقتله وإعتبرته السلطات الإستعمارية في ذلك الوقت كلص على عكس أهالي المنطقة الذين لازالوا إلى اليوم يتغنون ببطولاته 

## ميلاده
ولد مسعود بن زلماط في بلدية إينوغيسن بنواحي آريس بولاية باتنة في الجزائر في 1894 من أحمد بن زلماط وعيشة بنت زروال  أبواه كان لهما ولدان أكبرهما كان إسمه علي وأصغرهما إسمه مْـحمد

## حياته
كان مسعود وإخوته أُميون حيث لم يلتحقوا بمقاعد الدراسة لفقرهم المدقع، فكانوا في صغرهم يزاولون رعي الغنم والماعز كطفولة غالبية أبناء القرويين والمناطق النائية في الجزائر أثناء هذه الفترة
قبض على أخيه وحكم عليه بعام سجن من طرف المحكمة الإستعمارية لمدينة باتنة بدون أدلة، لكنه هرب من السجن والتحق بالجبل في الأوراس مع شلة من الخارجين عن القانون الإستعماري الذي يطالب بهم لشتى العقوبات، ففي أثناء 1916 أطلق الجيش الفرنسي عملية عسكرية للملاحقة الثوار والقبض عليهم تكللت العملية بالقبض على جزء كبير من الهاربين من بينهم أخوه، لكن علي أخ مسعود بن زلماط يموت في ظروف غامضة ما دفع بمسعود للالتحاق بالجبل وتولى قيادة الثوار للانتقام من الفرنسيين والإتيان بثأر أخيه، كانت هذه بداية اسطورة مسعود بن زلماط.

## في الجبل
في البداية كانت رغبة في الانتقام لتتحول فيما بعد إلى ثورة ضد الإدارة الإستعمارية إعتبره السكان المحليون في مناطق الشرق الجزائري و الأوراس بالخصوص ظالما مستبدا مغتصبا لحقوقهم، بطلاقه حينية قرر كل الفارين من الصبايحية التابعين للجيش الفرنسي الالتحاق بحركته الثورية وتلقي أوامره. الكثير منهم تركوا حامياتهم العسكرية بكل أسلحتهم وذخيرتهم واموالهم.
في 14 و 15 أكتوبر 1917 ، تعرضت فم الطوب قرية معمرين فرنسيين لهجوم مسلح من طرف جماعته كل البيوت أفرغت من أموالها واشيائها الثمينة احتل بن زلماط القرية كل اليوم وغادرها في الصباح تاركا وراءه المعمرين مربوطين خائفين في العراء.
انتشر الخبر بسرعة البرق بين الشاوية في بلاد الأوراس حتى آخر قرية منها، كان كل الناس يتبادلون أخباره ويبحثون عن جديده ويفتخرون ببطولاته،
حكم عليه القاضي المستعمر وإعتبره خارجا عن القانون في 1917 و قررت السلطات مطاردته في كل مكان يتواجد فيه وبدأت حكايته منذ ذلك الوقت 
فارون آخرون سيلتحقون بثورته في قرية لسكار و سريانة و يلتحقون بغابات بلازمة، و حسب تصريحات عساكر الدرك الفرنسي في باتنة فإنهم قاموا ب 1423 مداهمة وتفتيش و 972 عملية تمشيط تكللت بإلقاء القبض على 632 من الثوار منهم 179 فار من الجيش الفرنسي، 433 فار من الخدمة و 20 محكوم عليه كل هذه العمليات لم تأت بإلقاء القبض على مسعود بن زلماط

## إستشهاده
في 7 مارس 1921 استشهد مسعود بن زلماط من طرف قوات الاحتلال الفرنسي دامت مقاومته حوالي 5 سنوات غيرت من خلالها نظرة المستعمر لسكان المنطقة وللجزائريين عموما

## بن زلماط في التراث الثقافي
يعتبر مسعود بن زلماط أو أوزلماط كما يفضل سكان المنطقة في جبال الأوراس تسميته اسطورة شعبية أمثال: “أرزقي أولبشير” في منطقة القبائل، وبوزيان القلعي في معسكر ضواحي المحمدية، ومسعود بن زلماط في الأوراس، والإخوة بوتويزرات في عين تموشنت مع فارق أن انتفاضة هؤلاء كانت دون وعي، وإنما عن رفضهم للقوانين الفرنسية وهم يشتركون في تعرضهم لظلم الكولون والإدارة الاستعمارية التي سلبتهم الأرض والأهل والشرف والوطن.  
دخل بن زلماط في التراث الشعبي للمنطقة حيث سجلت عنه قصص بطولية كثيرة يتواترها الناس شفهيا وتغنى به المغنون من الشاوية ومازالت شخصيته تلتهم الفنانين من بينها مسرحية بعنوان المستقبل في ملتقى التاريخ 